# Tapeswori
Tapeswori – gaun wikas samiti we wschodniej części Nepalu w strefie Sagarmatha w dystrykcie Udayapur. Według nepalskiego spisu powszechnego z 2001 roku liczył on 1759 gospodarstw domowych i 9704 mieszkańców (4920 kobiet i 4784 mężczyzn).